# 江苏省东海高级中学
江苏省东海高级中学（Jiangsu Donghai Senior High School），简称“东中”，是一所国家示范性高中，江苏省四星级高中，连云港市首批名校。前身是创办于1953年的东海县中学。校址位于东海县牛山街道富华路，占地16万多平方米，建筑面积8万多平方米。
江苏省东海高级中学是哈尔滨工业大学、东南大学、中国矿业大学、北京化工大学、西南政法大学、南京工业大学、南京财经大学、南京农业大学、南京信息工程大学等高校的优秀生源基地。